# Kirche von Oppdal

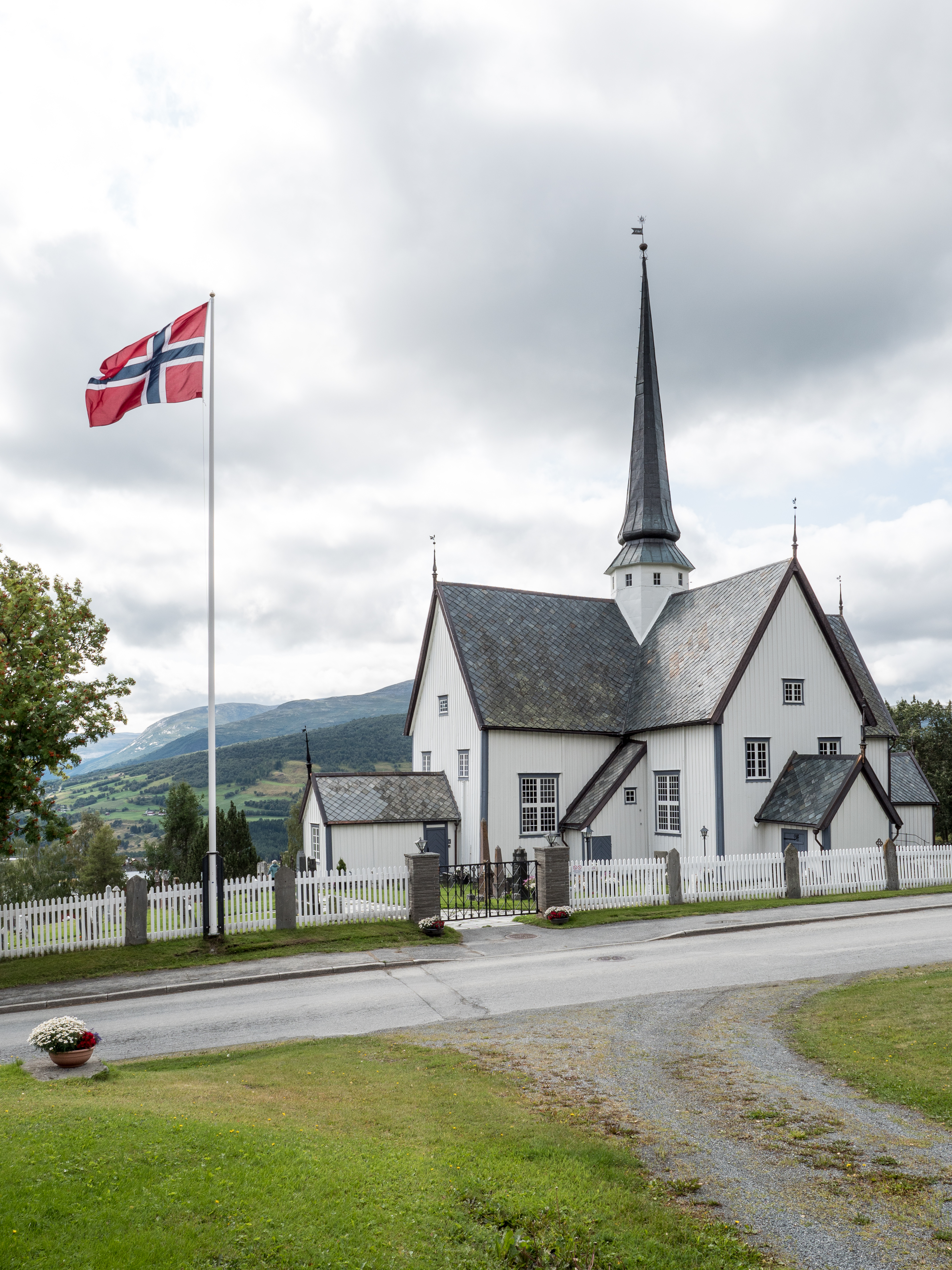
Kirche von Oppdal

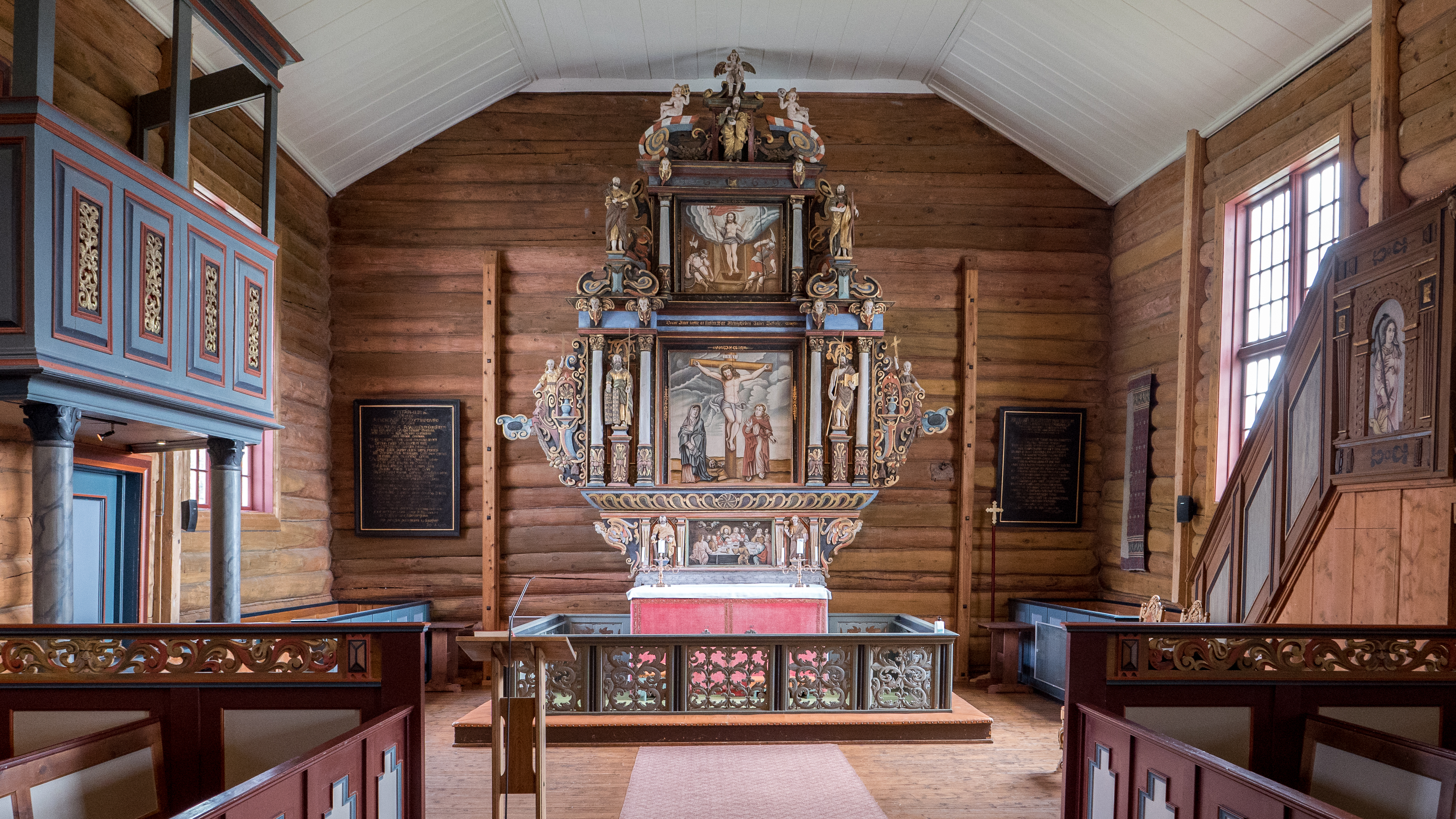
Kirche von Oppdal

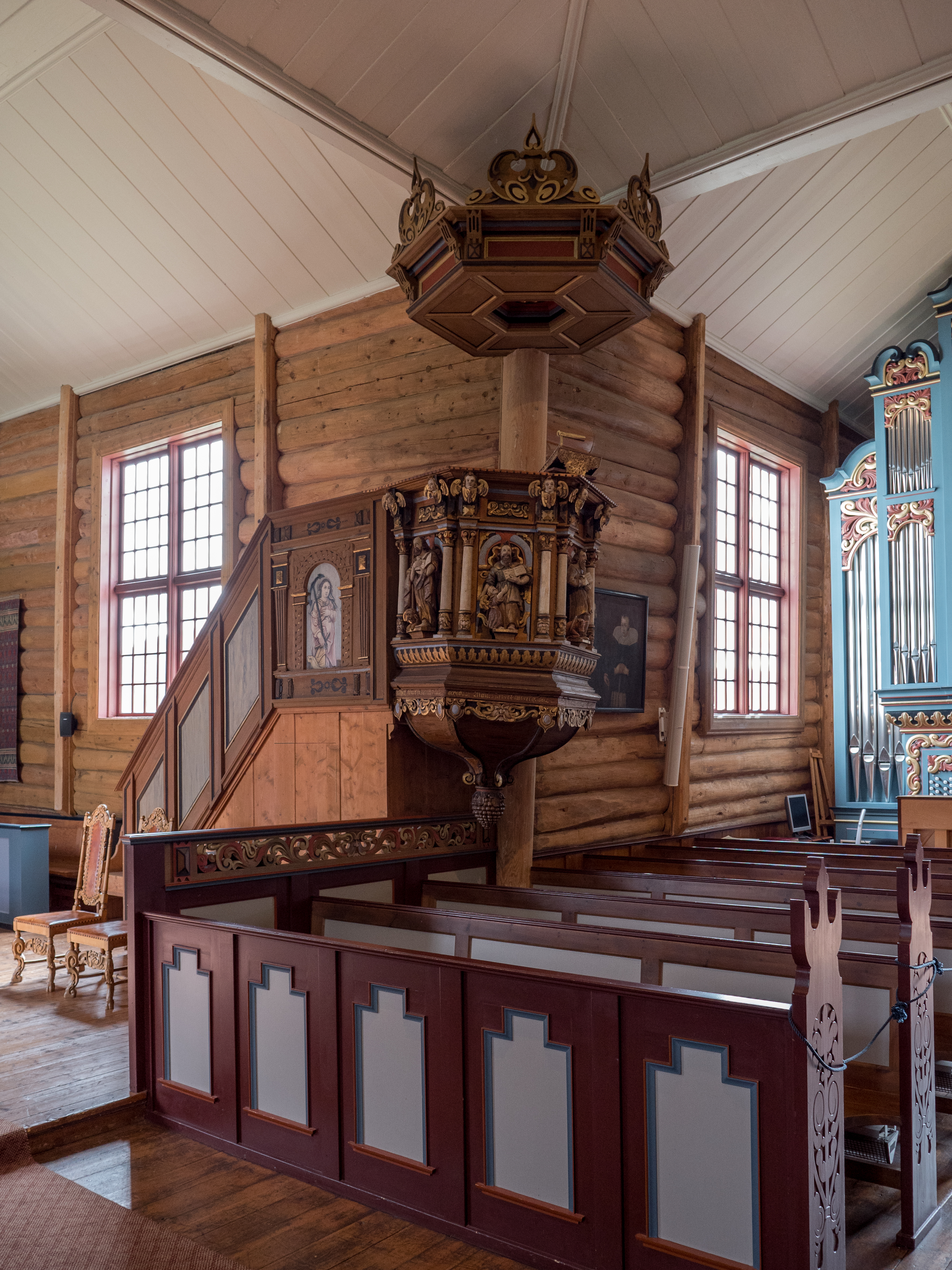
Kirche von Oppdal

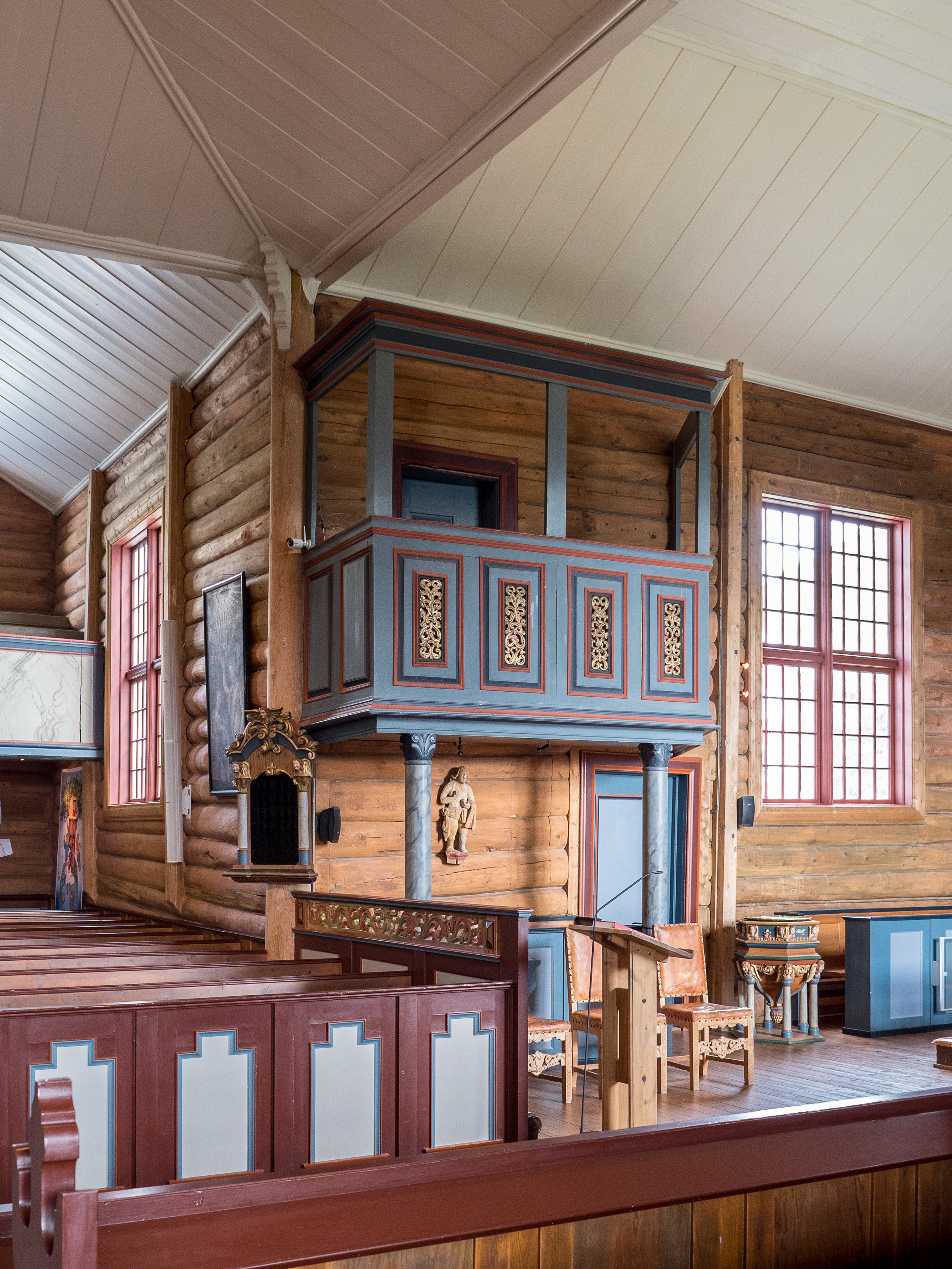
Kirche von Oppdal

Die evangelisch-lutherische Kirche von Oppdal (norwegisch Oppdal kirke) in Norwegen wurde um 1650 errichtet und 1651 eingeweiht. Sie ist eine Kreuzkirche. Sehenswert ist ihr Inneres im üppigen Knorpelbarockstil.

## Geschichte
Die Kirche von Oppdal steht im Ortsteil Vang in der Kommune Oppdal. Der Platz der Kirche ist nicht zufällig, denn dieser Ortsteil war bis in neuere Zeit das natürliche Zentrum des Ortes. Hier trafen sich die Wege von Süden, Norden und Westen. Vang war dabei ein gebräuchlicher Name für religiöse Zentren aus vorchristlicher Zeit. Es ist zu vermuten, dass es schon seit Einführung des Christentums hier eine Kirche gab.
Die heutige Kirche wurde um 1650 gebaut. Die ältere St.-Jetmund-Kirche auf dem gleichen Grundstück war zu klein geworden und in einem schlechten Zustand. Die neue Kirche wurden am 12. März 1651 von Bischof Erik Bredal eingeweiht. Die Apostelmalereien und die Darstellung einiger Bibelgeschichten Im Taufzimmer sollen aus dem Chor der St.-Jetmund-Kirche stammen. Dieser Anbau wurde ursprünglich zur Taufe genutzt. Lange Zeit war es das Waffenhaus am westlichen Eingang. 1975–75 wurde ein neues Waffenhaus gebaut und das alte bekam eine neue Wand und wurde als Taufzimmer eingerichtet. Das Waffenhaus auf der Nordseite soll aus der abgerissenen Kirche in Albu stammen.

## Architektur
Die Kirche von Oppdal ist eine Kreuzkirche mit rund 400 Sitzplätzen. Sie wurde mehrfach umgebaut.
Das Äußere der Kirche war bis 1850 bräunlich geteert. Dann wurde eine neue Verkleidung angebracht und die Kirche grau gestrichen. Heute ist sie weiß gestrichen.
1951 wurde bei der Restaurierung der Altarring quadratisch gemacht (bis dahin im Halbkreis), die Kanzel mit einem neuen Baldachin versehen (geschaffen von Sivert Fossheim) und das Kreuz wieder aufgestellt. Die Wandverkleidung wurde entfernt. Raimond Dørum führte die Malerarbeiten aus.

## Ausstattung

### Altartafel und Kanzel
Altartafel und Kanzel wurden im üppigen Knorpelbarockstil vom Tischler Jens gefertigt, der in mehreren Kirchen im Trøndelag tätig war. Das Altarbild und die Gemälde auf der Kanzel wurden 1669 von Niels Nielsen angefertigt, einem reisenden Kirchenkünstler.

### Emporen
Die Herrenempore im Chor wurde im 18. Jahrhundert auf Wunsch von General Hammond erbaut. Der Standesunterschied war damals groß und der General wollte sich nicht unter die Dorfbewohner begeben, wenn er in der Kirche war. Die nördliche Empore war den Frauen und die südliche den Soldaten vorbehalten.

### Figur unter der Herrenempore
Unter der Herrenempore hängt eine Figur mit Würfeln und einem roten Tuch. Wahrscheinlich stellt sie einen Engel dar, der das Gewand Christi hält, um das gewürfelt wurde.

### Gemälde
Das Gemälde der Familie Blich soll 1654 von Johan Hansen gemalt worden sein. Wir sehen Pfarrer Anders Roaldsen Blich (gestorben 1662) mit seiner Frau, fünf Söhnen und fünf Töchtern und einem toten Kind. Die Tochter direkt neben der Mutter ist die Psalmistin Elen Opdal Bernhoft.
Die Porträts der Bernhoft-Pfarrer stammen wahrscheinlich von Peter Lillie und wurden möglicherweise 1685 gemalt. Hans Andersen Bernhoft (verheiratet mit Elen Opdal) steht mit einem aufgeschlagenen Buch da und zeigt auf die Worte: „Ihr müsst die heilige Schrift befolgen“. Anders Hansen Bernhoft auf dem anderen Porträt ist als Autor religiöser Lieder bekannt und verfasste 1689 eine Beschreibung von „Opdals Pfarrbezirk“.
Das Ölgemälde, das Mariä Verkündigung zeigt, könnte eine Kopie eines niederländischen Gemäldes sein.

### Bücher
Die Bibel von Frederik Ils aus dem Jahr 1589 wird an jedem Gottesdienstsonntag auf dem Altar ausgelegt.
G. Schönig erwähnt, dass er ein Exemplar von Norwegens ältestem Buch, dem Missale Nidrosiense von 1519, bei einem Besuch in Oppdal 1775 gesehen hat. Das Messbuch wurde 1997 auf dem Dachboden des Pfarrhauses gefunden.

### Weitere Gegenstände
- Antependium von 1713
- Altarteppich, gewebt von Hulde Mjøen Løftingsmo
- Taufbecken von 1922 von Jarle Sætrumsmoen
- Psalmenschilder von 1935 von Jarle Sǣtrumsmoen und Sivert Fossheim
- Votivschiff, Geschenk 1846 vom Stuhlmacher Hoel
- Epitaph mit lobenden Worten für den Pfarrer E.L. Blix (1750 - 83)

## Orgel
Die Orgel von 1968 hat 32 Stimmen. Sie wurde von Snertingdal orgel- og harmoniumfabrikk gebaut.

## Glocken

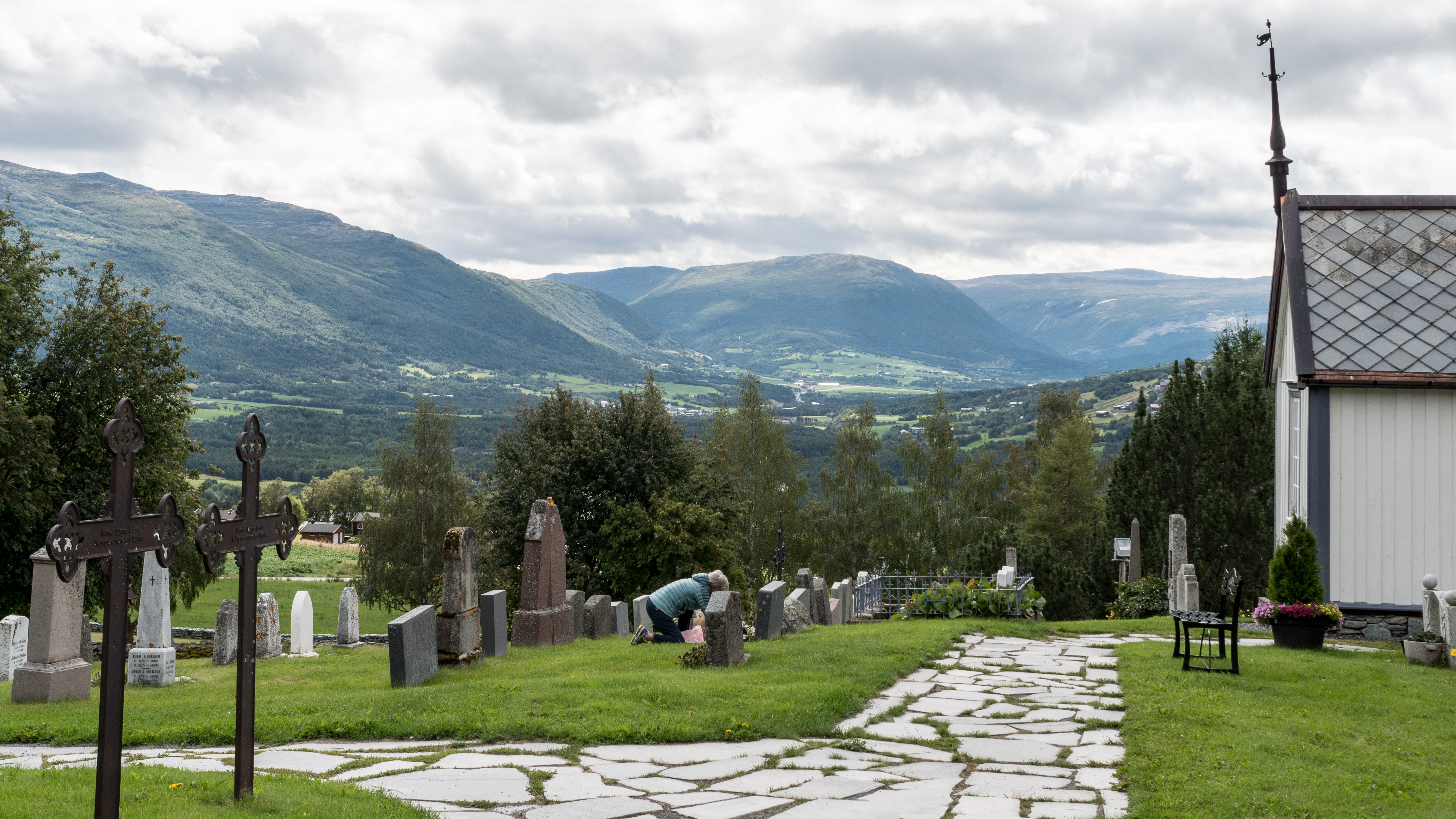
Kirche von Oppdal

Die Glocken im Turm sind von 1690 und 1767. Die Ältere hat einen Fries mit Wildschweinjagd im oberen Teil und stammt wahrscheinlich vom Holländer Gerrit Schimmel. Die Jüngere hat ein Medaillon. das möglicherweise die Königin von Saba und König Salomo darstellt. Auf der Glocke steht C 7, d. h. Christian VII. Die Glockenmaschine wurde 1990 installiert.

## Friedhof
Auf dem ältesten Teil des Friedhofs stehen mehrere alte Eisenkreuze mit bedeutungsvollen Symbolen. Der Friedhof wurde mehrfach erweitert: 1952 nach Westen, 1974 nach Osten und die neuesten Parzellen nach Süden und Westen wurden 1990 geweiht.